# Île Wétë
L’île Wétë est un îlot de Nouvelle-Calédonie appartenant administrativement à la commune de l'Île des Pins.
Elle est accessible à pied à marée basse. 